# Joncherey
Joncherey is een gemeente in het Franse departement Territoire de Belfort in de regio Bourgogne-Franche-Comté en telt 1314 inwoners (1999). De plaats maakt deel uit van het arrondissement Belfort. In het Elzassisch of het Duits heette de plaats vroeger Guntscherach.

## Geschiedenis
Vlak vóór het uitbreken van de Eerste Wereldoorlog, op 2 augustus 1914, vond te Joncherey een incident plaats waarbij de Duitser Albert Mayer en de Fransman Jules-André Peugeot sneuvelden. Zij worden beschouwd als de eerste gevallenen van die oorlog.
De gemeente werd in 1972 als commune associée opgenomen in de gemeente Delle. In 1983 werd dit ongedaan gemaakt.

## Geografie
De oppervlakte van Joncherey bedraagt 5,2 km², de bevolkingsdichtheid is 252,7 inwoners per km².
De onderstaande kaart toont de ligging van Joncherey met de belangrijkste infrastructuur en aangrenzende gemeenten.

## Demografie
Onderstaande figuur toont het verloop van het inwonertal (bron: INSEE-tellingen).